# Pilsner Urquell
Pilsner Urquell (češ. Plzeňský Prazdroj, hrv. Plzenski izvor) je češko lager pivo iz grada Plzena, koje potječe iz 1842. godine. Pilsner Urquell je prvo svjetsko pilsner pivo, a sada se proizvodi globalno u sastavu kompanije SABMiller.
Pilsner Urquell je prvo svjetsko ikad proizvedeno svijetlo lager pivo, čime je postalo inspiracija za više od dvije trećine piva proizvedenih u svijetu danas (koje se još nazivaju pils, pilsner i pilsener). Proizvodi se od Saaz hmelja, plemenite sorte koja je ključni element za dobivanje specifičnoga okusa, uz korištenje meke vode. Dostupna su pakiranja aluminijskih limenki od 330 ml, 355 ml i 500 ml, te zelene staklene boce.
Male količine dostupne su nepasterizirane, nefiltrirane i prirodno punjene u posude u Češkoj i u vrlo ograničenim količinama u Njemačkoj, Velikoj Britaniji, i Sjedinjenim Američkim Državama.